# Norbert Jürgens
Norbert Jürgens (* 28. Juni 1953 in Rotenburg (Wümme)) ist ein deutscher Biologe und Professor für Biodiversität, Evolution und Ökologie der Pflanzen am Biozentrum Klein Flottbek und dem Botanischen Garten der Universität Hamburg.

## Werdegang
Jürgens studierte Biologie mit dem Nebenfach Bodenkunde an der Universität Hamburg, wo er 1986 mit einer Arbeit zur Evolution und Ökologie afrikanischer Trockengebiete promovierte. Nach der biogeographischen Habilitation folgte er einem Ruf an das Botanische Institut der Universität zu Köln (1994 bis 2000). Seit 2000 war er Leiter der Forschungsabteilung für Biodiversität, Evolution und Ökologie (BEE) der Pflanzen am Institut für Pflanzenwissenschaften und Mikrobiologie des Fachbereichs Biologie der Universität Hamburg. Er war zugleich Direktor des Herbarium Hamburgense (Internationales Kürzel: HBG).

## Forschungsschwerpunkte
Norbert Jürgens forscht an der Evolution und zu funktionellen Anpassungen von Pflanzen und Ökosystemen an die extremen Umweltbedingungen in Wüsten und Savannen sowie den Ursachen des Wandels der Biodiversität durch Klimawandel und Landnutzung. Auf Basis von Stammbaumforschung und Biogeographie definierte er die Florenreiche Afrikas neu. Er koordinierte den Aufbau von internationalen Forschungsinfrastrukturen zur globalen Biodiversität und Anwendung ökologischen Wissens in Naturschutz und nachhaltiger Landnutzung und zur Bekämpfung der Desertifikation weltweit und in Afrika.

## Auszeichnungen und Ehrungen
BMBF SASSCAL („Southern African Science Service Centre for Climate Change and Adaptive Land Management“): Koordination des Aufbaus Regionaler Kompetenzzentren für Klimawandel und angepasste Landnutzung in Afrika (SASSCAL und WASCAL) (2008–2022).
BMBF The Future Okavango: Koordination des BMBF-Verbundprojektes (2010–2016).
BMBF BIOTA MAROC: Koordination des Projektes Biodiversitätsforschung im südwestlichen Marokko (2000–2009).
BMBF BIOTA Africa (Biodiversity Monitoring Transect Analysis): Koordination des Gesamtvorhabens mit mehreren Verbundprojekten in Kooperation mit 14 Staaten in West-, Ost- und dem Südlichen Afrika (2000–2010).
2012 erhielt Jürgens den mit 10.000 Euro dotierten Elisabeth-Appuhn-Preis für sein Lebenswerk, speziell seine Arbeit im südlichen Afrika.
Er lehrt an der Universität Hamburg in den Master-Kursen zur Ökologie, zur funktionellen Morphologie, zum globalen Wandel der Biodiversität und zur Vegetation und Ökologie Afrikas.
Gründungsmitglied und seit 2006 Ordentliches Mitglied der Akademie der Wissenschaften in Hamburg.
DFG und BMBF: Diversitas International und Diversitas Deutschland: Im Auftrag der DFG und des BMBF vertrat Jürgens die deutsche Biodiversitäts-Community im internationalen Steering Committee, als Co-Chair für den Aufbau des bioDiscovery-Programms, beim Aufbau und im SC von GEO BON in GEO und beim Aufbau von Diversitas Deutschland (2001–2009).

## Publikationen (Auswahl)
- N. Jürgens, I. Oncken, J. Oldeland, F. Gunter, B. Rudolph: Welwitschia: Phylogeography of a living fossil, diversified within a desert refuge. In: Scientific reports. Band 11, Nr. 1, 2021, S. 1–14.
- N. Jürgens, F. Gunter, J. Oldeland, A. Groengroeft, J. R. Henschel, I. Oncken, M. D. Picker: Largest on earth: Discovery of a new type of fairy circle in Angola supports a termite origin. In: Ecological Entomology. 2020.
- E. Valencia, F. de Bello, T. Galland, P. B. Adler, J. Lepš, E. Anna, R. van Klink, ... N. Jürgens: Synchrony matters more than species richness in plant community stability at a global scale. In: Proceedings of the National Academy of Sciences. Band 117, Nr. 39, 2020, S. 24345–24351.
- N. Jürgens, B. Strohbach, F. Lages, U. Schmiedel, M. Finckh, P. Sichone: Biodiversity observation - an overview of the current state and first results of biodiversity monitoring studies. In: Biodiversity and Ecology. Band 6, 2018, S. 382–396.
- H. Bruelheide, … multiple authors … Jürgens N, …: Global trait-environment relationships of plant communities. In: Nature Ecology & Evolution. Band 2, 2019, S. 1906–1917.
- V. Proença, L. J. Martin, H. M. Pereira, M. Fernandez, L. McRae, J. Belnap, M. Böhm, N. Brummitt, J. García-Moreno, R. D. Gregory, J. P. Honrado, N. Jürgens, M. Opige, D. S. Schmeller, P. Tiago, C. A. M. van Swaay: Global biodiversity monitoring: from data sources to essential biodiversity variables. In: Biological Conservation. Band 213, 2017, S. 256–263.
- N. Jürgens: The Biological Underpinnings of Namib Desert Fairy Circles. In: Science. Band 339, 2013, S. 1618–1621.
- N. Jürgens, J. Oldeland, B. Hachfeld, E. Erb, C. Schultz: Ecology and spatial patterns of large-scale vegetation units within the central Namib Desert. In: Journal of Arid Environments. Band 93, 2013, S. 59–79.
- N. Jürgens, U. Schmiedel, D. H. Haarmeyer, J. Dengler, M. Finckh, D. Goetze, A. Gröngröft, K. Hahn, A. Koulibaly, J. Luther-Mosebach, G. Muche, J. Oldeland, A. Petersen, S. Porembski, M. C. Rutherford, M. Schmidt, B. Sinsin, B. J. Strohbach, A. Thiombiano, R. Wittig, G. Zizka: The BIOTA Biodiversity Observatories in Africa-a standardized framework for large-scale environmental monitoring. In: Environmental monitoring and assessment. Band 184, Nr. 2, 2012, S. 655–678.
- R. J. Scholes, G. M. Mace, W. Turner, G. Geller, N. Jürgens, A. Larigauderie, D. Muchoney, B. A. Walther, H. A. Mooney: Toward a global biodiversity observing system. In: Science. Band 321, 2008, S. 1044–1045.
- N. Jürgens, P. Desmet, M. Rutherford, L. Mucina, A. Ward: Desert Biome. The vegetation of South Africa, Lesotho and Swaziland. In: Strelitzia. Band 19, 2006, S. 300–323.
- N. Jürgens: Floristic biodiversity and history of African arid regions. In: Biodiversity and Conservation. Band 6, 1997, S. 495–514.
- N. Jürgens: A new approach to the Namib Region. I: Phytogeographic subvdivision. In: Vegetatio. Band 97, Nr. 1, 1991, S. 21–38.

## Bücher (Auswahl)
- R. Revermann, K. Krewenka, U. Schmiedel, J. M. Olwoch, J. Helmschrot, N. Jürgens: Climate change and adaptive land management in southern Africa - Assessments, Changes, Challenges and Solutions. Klaus Hess Publishers, Göttingen/Windhoek 2018, ISBN 978-99916-57-43-1.
- M. Proepper, A. Gröngröft, M. Finckh, S. Stirn, V. De Cauwer, F. Lages, N. Jürgens: The Future Okavango - Findings, Scenarios, and Recommendations for Action. University of Hamburg, 2015, OCLC 935911248.
- J. Oldeland, C. Erb, M. Finckh, N. Jürgens: Environmental Assessments in the Okavango Region. (= Biodiversity & Ecology. Band 5). Hamburg 2013, DNB 1058770160.
- D. Metzing, N. Jürgens (Hrsg.): Evolution of Succulent Plant Families. Isensee-Verlag, 2010, ISBN 978-3-89995-753-2.
- D. H. Haarmeyer, J. Luther-Mosebach, J. Dengler, U. Schmiedel, M. Finckh, N. Jürgens …: Biodiversity in southern Africa - The BIOTA observatories. Hess, Göttingen/Windhoek 2010, ISBN 978-3-933117-45-8.
- U. Schmiedel, N. Jürgens (Hrsg.): Biodiversity in southern Africa – Patterns & processes at Regional Scale. Hess, Göttingen/Windhoek 2010, ISBN 978-3-933117-46-5.
- T. Hoffman, U. Schmiedel, N. Jürgens (Hrsg.): Biodiversity in southern Africa - Implications for Landuse and Management. Hess, Göttingen/Windhoek 2010, ISBN 978-3-933117-47-2.